# Hermann Möckel

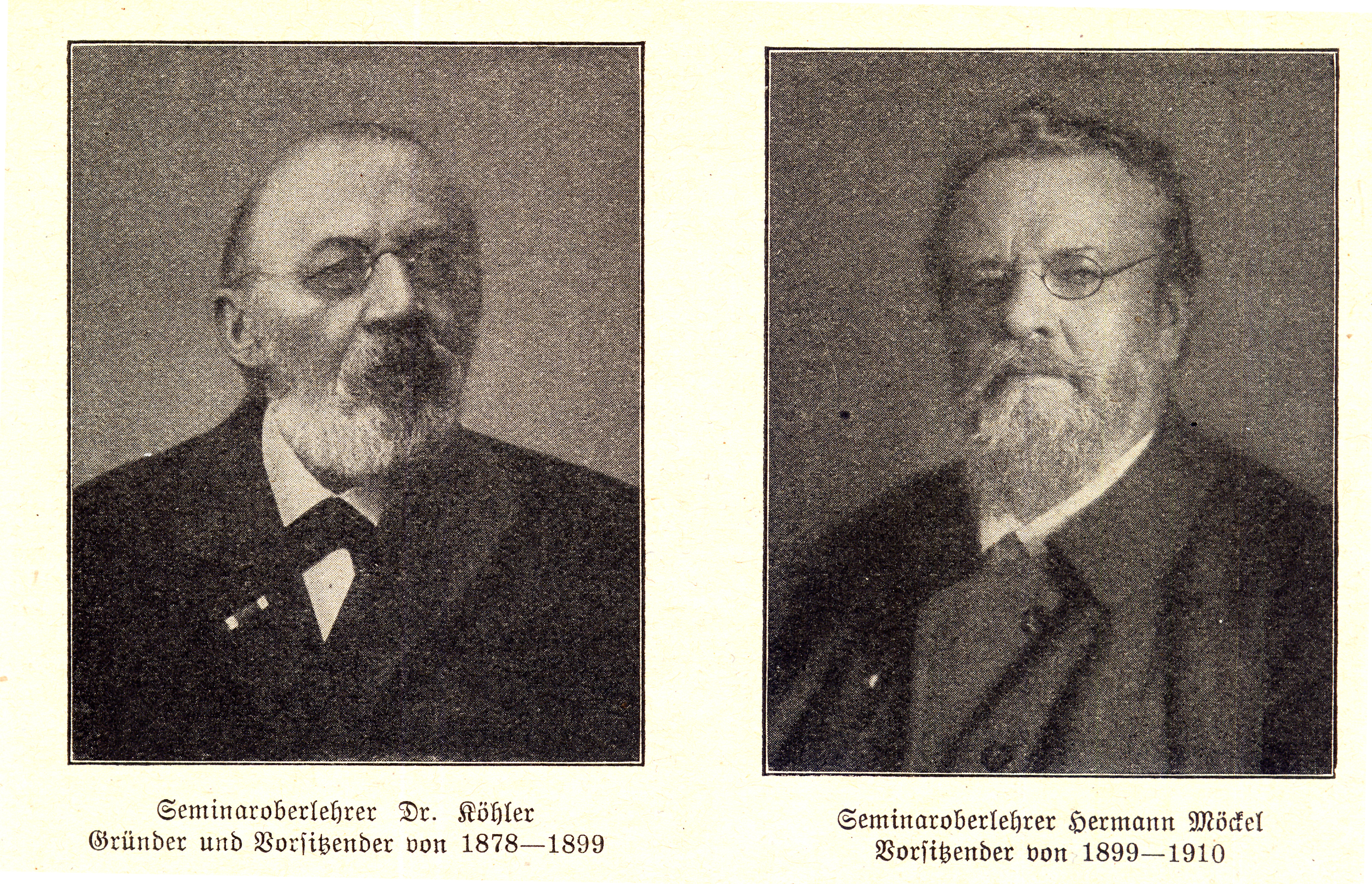
Die ersten beiden Vorsitzenden des Erzgebirgsvereins Köhler und Möckel

Ernst Hermann Möckel (* 21. November 1849 in Lommatzsch; † 24. Juli 1920 in Dresden) war ein deutscher Seminaroberlehrer, Stadtverordnetenvorsteher sowie Vereins- und Verbandsfunktionär.

## Leben
Nach Besuch des Fletscherschen Lehrerseminars in Dresden und des Lehrerseminars in Grimma trat Möckel 1870 in Geringswalde in den Schuldienst ein. 1872 wechselte er an die Bürgerschule von Neustädtel. 1876 wurde er an das Lehrerseminar in Schneeberg im Erzgebirge berufen, wo er bis 1910 als Seminaroberlehrer und von 1879 bis 1911 auch als Stadtverordneter, zuletzt als Stadtverordnetenvorsteher wirkte.
Während einer Schlittenfahrt durch das Auersberggebiet am 30. Dezember 1877 beschlossen die Schneeberger Seminaroberlehrer Ernst Köhler und Hermann Möckel, der Ratsoberförster Arnold und der Baumeister Görling bei der Einkehr im Drechslers Gasthof in Wildenthal für das Erzgebirge einen Heimat- und Wanderverein zu gründen. Daraufhin wurde am 5. Mai 1878 der Erzgebirgsverein in Aue gegründet, Möckel war einer der Mitbegründer. Er schlug den Titel der 1881 erstmals erschienenen Vereinszeitschrift Glückauf! vor und war von 1892 bis 1910 deren Schriftleiter. Von 1899 bis 1910 war Möckel Vereinsvorsitzender des Erzgebirgsvereins.
Von 1911 bis 1916 hatte Möckel die Geschäftsführung des Zentralausschusses und damit den Vorsitz des Verbands Deutscher Gebirgs- und Wandervereine inne.
Er war Ehrenbürger von Schneeberg.